# Campanula jacobaea
Espèce
Statut de conservation UICN

 VU B1ab(ii)+2ab(ii) : Vulnérable
Campanula jacobea est une espèce de plantes à fleurs de la famille des Campanulaceae. Elle est endémique du Cap-Vert.
Localement elle est connue sous le nom de « contra-bruxa-azul » (bleue), par opposition à l'autre espèce, Campanula bravensis ou « contra-bruxa-branca » (blanche).
Elle joue un rôle important en médecine traditionnelle.

## Répartition et habitat
Cette espèce est présente les îles de Santo Antão, São Vicente, São Nicolau et Santiago. On la trouve entre 600 m et 1 000 m,. 
C'est une espèce mésophyte qui est présente dans les zones sub-humides et humides.

## Numismatique

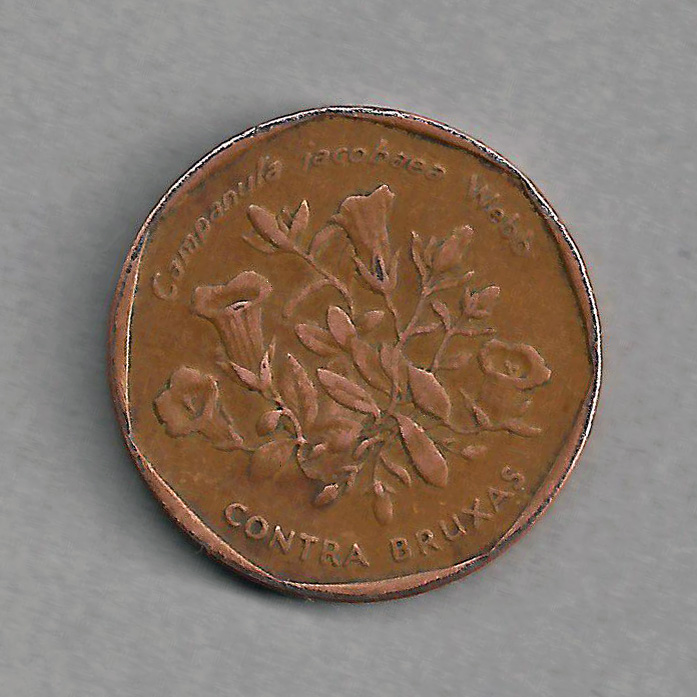
Pièce de 5 escudos représentant l'espèce.

Campanula jacobaea figure sur l'avers de la pièce de 5 escudos frappée par la République du Cap-Vert en 1994.